# Diana (imię)
Diana – imię żeńskie pochodzenia łacińskiego, oznaczające „boska”, „podobna do bogini”. Jest ono pochodną słów dia lub diva oznaczających „boginię”.
Diana była rzymską boginią księżyca, polowań, lasów i płodności, utożsamiana z grecką boginią Artemidą.
Imię to zaczęto regularnie nadawać w renesansie. W styczniu 2024 w rejestrze PESEL, wśród publicznie dostępnych danych dotyczących osób żyjących, wykazano 34697 kobiet o imieniu Diana nadanym jako imię pierwsze.
Diana imieniny obchodzi 10 czerwca i 13 sierpnia.

## Kobiety o tym imieniu
- Diana, księżna Walii – pierwsza żona księcia Karola, była synowa Elżbiety II
- Diana Andalo – włoska mniszka dominikańska z XIII w., błogosławiona Kościoła rzymskokatolickiego
- Diana Barrows – amerykańska aktorka
- Diana Blumenfeld – polska aktorka
- Diana Canova – amerykańska aktorka
- Diana di Cordona – włoska dwórka królowej Bony; kochanka Zygmunta II Augusta
- Diana DeGette – amerykańska polityk
- Diana Dors – brytyjska aktorka
- Diane Ducret – francuska pisarka
- Diana Gabaldon – amerykańska pisarka
- Diana Ghurckaia – gruzińska piosenkarka
- Diana Hayden – indyjska aktorka i modelka, Miss World 1997
- Diane Keaton – amerykańska aktorka
- Diana King – jamajska wokalistka
- Diana Krall – kanadyjska wokalistka jazzowa
- Diane Kruger – niemiecka aktorka
- Diana Mocanu – rumuńska pływaczka
- Diana Muldaur – amerykańska aktorka
- Diana Munz – amerykańska pływaczka
- Diana Osorio – meksykańska aktorka
- Diana de Poitiers – Księżna de Valentinois, najbardziej wpływowa faworyta króla Francji Henryka II Walezjusza.
- Diana Ross – amerykańska piosenkarka
- Diana Rudnik – polska dziennikarka
- Diane Savereide – amerykańska szachistka
- Diana Wynne Jones – brytyjska pisarka